# Uisge
Uisge (Sprich: Uschge, schottisch-gälisch: für Wasser) ist ein strategisches Brettspiel von Roland Siegers. Es wurde 1984 von Hexagames veröffentlicht. Im gleichen Jahr wurde es von der Jury Spiel des Jahres mit dem Sonderpreis Schönes Spiel ausgezeichnet.

## Beschreibung
Uisge ist ein Strategiespiel für zwei Personen. Das Spielfeld besteht aus einem Rechteck aus 42 Quadraten. Zwölf runde Steine, je sechs weiße und sechs schwarze, jeweils mit einer blanken Seite und einer mit einer Krone, dienen als Spielsteine. Ziel ist es, die eigenen sechs Steine mit der Bildseite, der Krone, nach oben zu legen.
Laut dem Original von Hexagames handelt es sich bei Uisge um ein „gälisches Strategiespiel aus dem 12. Jahrhundert“.

## Spielregeln

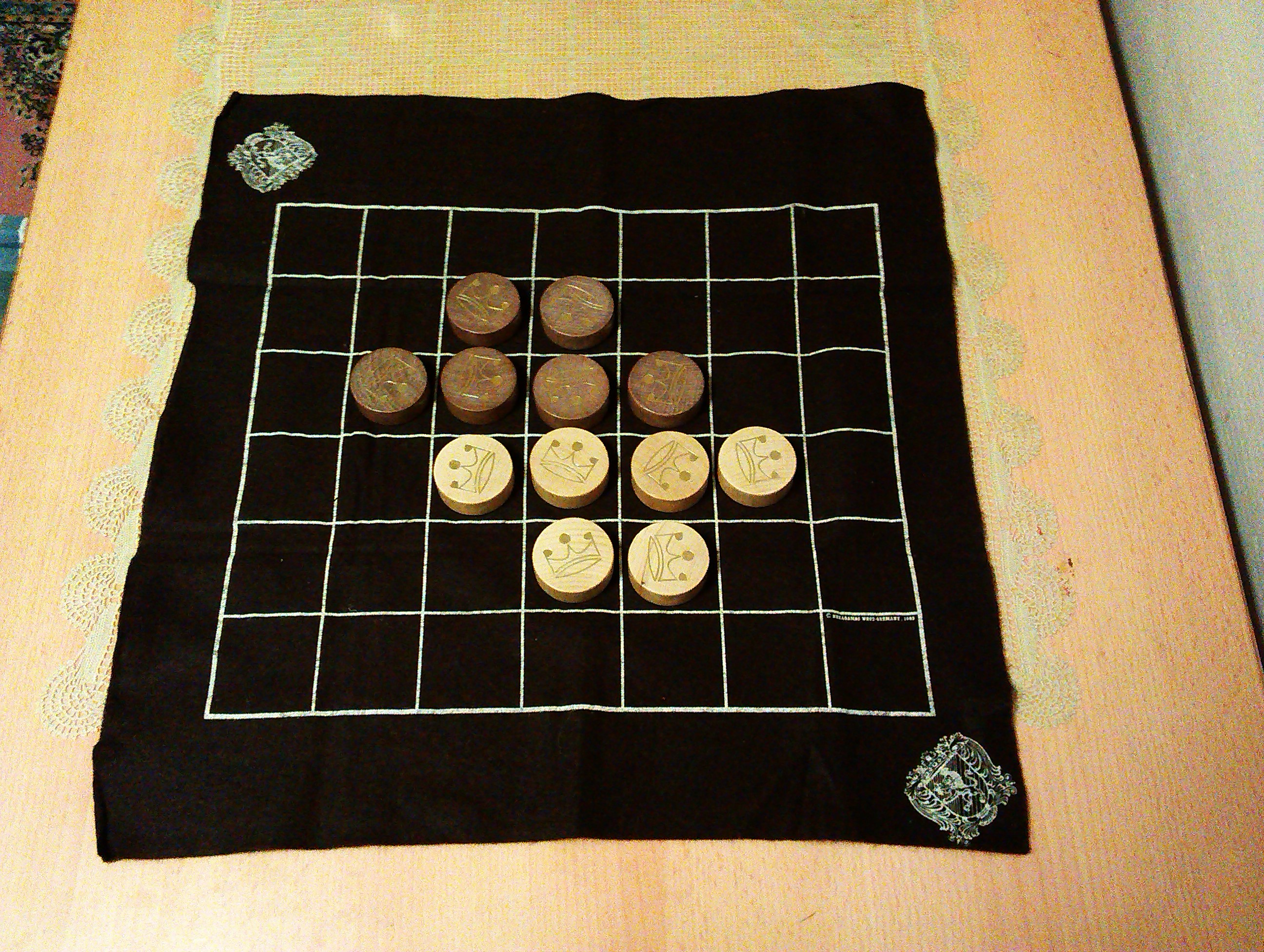
Startposition für Uisge-Steine auf einem schwarzen Feld aus Stoff

Die Steine werden am Anfang wie auf dem nebenstehenden Bild angeordnet, allerdings alle mit der blanken Seite nach oben. Dann wird ausgelost, wer welche Farbe bekommt. Wie im Schach beginnt Weiß und nach jedem Zug ist der andere Spieler an der Reihe.
Es gibt zwei Möglichkeiten die Steine zu bewegen:
- Springen: Ein Stein darf über einen benachbarten eigenen oder einen gegnerischen Stein in waagrechter oder senkrechter Richtung springen, sofern das übernächste Feld leer ist. Ein springender Stein wird gleichzeitig umgedreht, wodurch ein blanker Stein zu einem Krone-Stein und ein Krone-Stein zu einem blanken Stein wird.
- Ziehen: Ziehen dürfen nur Krone-Steine. Gezogen werden darf jeweils auf ein leeres benachbartes leeres Feld in waagrechter, senkrechter oder diagonaler Richtung. Dabei wird der Krone-Stein nicht umgedreht.

Regel für das Ziehen und Springen: Ein Stein darf nur dann bewegt werden, wenn danach alle Steine auf dem Feld immer noch in waagrechter oder senkrechter Richtung miteinander in Verbindung bleiben. Es darf also kein Stein und keine Steingruppe isoliert stehen und es reicht auch nicht aus, dass ein Stein oder eine Steingruppe nur diagonal mit dem Rest verbunden ist.